# イリア・ガラシャニン

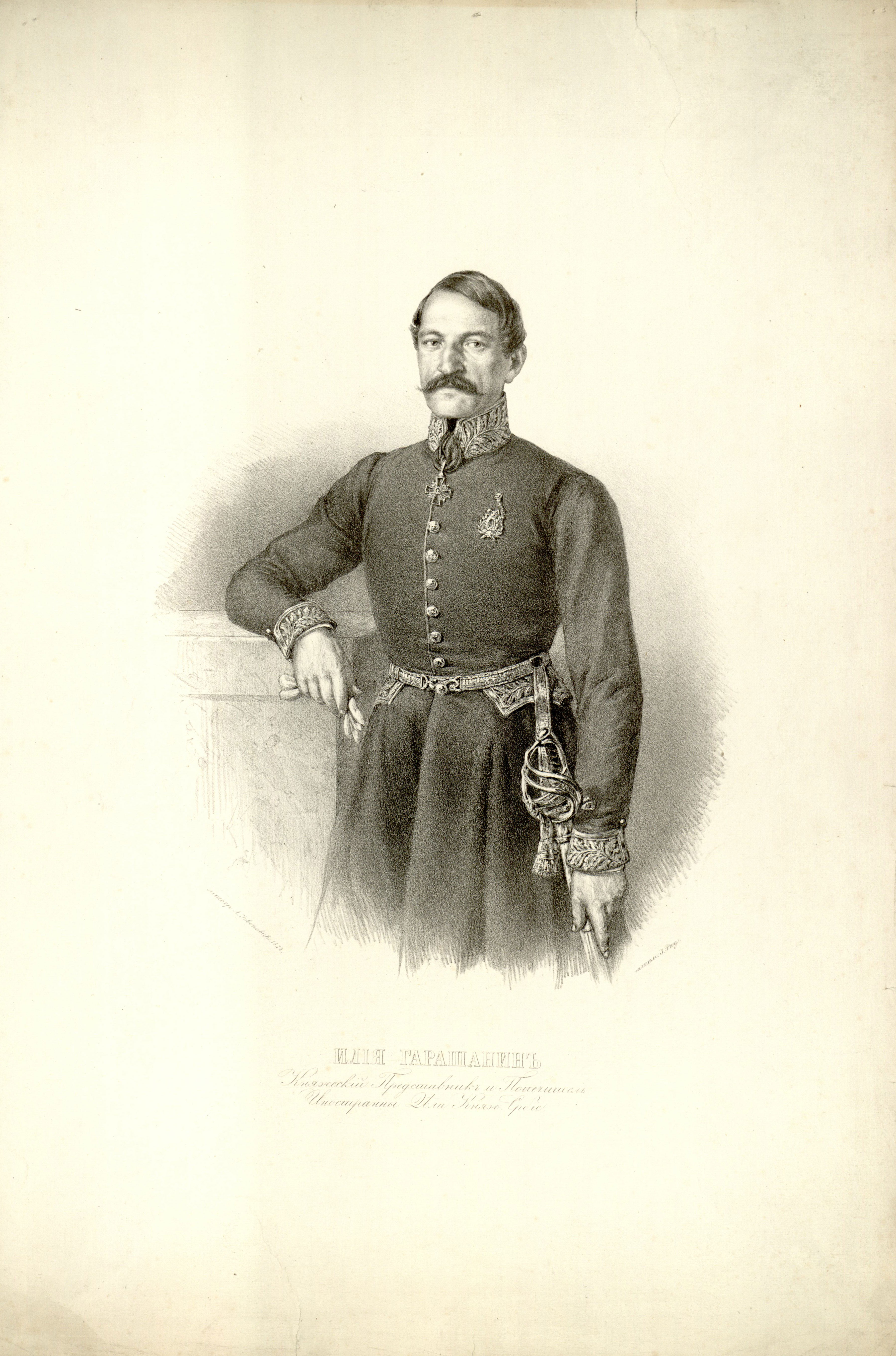
イリヤ・ガラシャニン

イリヤ・ガラシャニン（Илија Гарашанин、Ilija Garašanin, 1812年1月28日 - 1874年6月28日）は、近代セルビア公国の政治家。

## 略歴
アレクサンダル・カラジョルジェヴィッチ公時代（1842年-58年）の内相。その後、ミハイロ・オブレノヴィッチ公時代（1860年-68年）には首相兼外相を務めた。また、1844年に外交政策の指針として「ナチェルターニェ（構想）」と呼ばれる秘密文書を作成し、「大セルビア主義」の基礎を作った。内相としては立憲主義の確立、外相としてはバルカン連盟の結成に力を注ぎ、「バルカンのビスマルク」とも称される。